# Aktören
Aktören är en svensk komedifilm från 1943 i regi av Ragnar Frisk. I huvudrollerna ses Nils Poppe, Gaby Stenberg, Björn Berglund och John Botvid.

## Handling
Philip är en framgångsrik skådespelare som är på väg med tåg till sitt bröllop. Hans hatt blåser dock ut genom fönstret och han drar i nödbromsen för att få fatt i den. Hans tåg åker dock utan honom och när han förgäves springer efter tåget i en tunnel blir han nästan påkörd av ett tåg som kommer från motsatt håll. Chocken blir så stark att han tappar talförmågan.
Bröllopet kan inte genomföras. Philip bestämmer sig för att lämna sin skådespelarkarriär. Han får helt enkelt kommunicera med gester, mim och skådespeleri. På sin nya adress träffar han skådespelerskan Ulla som han fattar tycke för, att han är stum gör dock det hela lite svårt.

## Om filmen
Filmen premiärvisades på ett flertal orter den 26 december 1943. Tillsammans med Rolf Botvid skissade Poppe fram en seriösare rollfigur, där humorn skulle ligga på ett djupare plan än i tidigare Poppefilmer.
Vid filmpremiären fick Poppe bra kritik för sin roll. I Stockholms-Tidningen skrev filmrecensenten Movie: "Poppe kan känna sig lugn. Han klarar sig med glans från en filmuppgift, som ingen annan här i landet skulle kunna genomföra med en sådan fenomenal säkerhet som han, och med en sådan välgörande humor, även när det anslås mera allvarliga tongångar." I Nya Dagligt Allehanda skrev filmrecensenten Kerj: "Sist vi sågo Nils Poppe på film var i en spökfars av det mera diffusa slaget, och i jämförelse med den måste man förstås säga att hans nya framträdande i Aktören är ett sjumilakliv i rätt riktning."

## Rollista i urval
- Nils Poppe - Philip (Axel) Viberg, skådespelare
- Gaby Stenberg - Ulla Wenker, skådespelerska
- Björn Berglund - Gunnar, Philips kollega
- John Botvid - Lundström, portvakt
- Douglas Håge - Axel, teaterdirektör
- Hugo Björne - domaren
- Inga-Bodil Vetterlund - Inga (Britta) Olsson, Philips fästmö
- Jullan Kindahl - fru Pettersson, Philips hyresvärdinna
- Åke Claesson - prästen
- Sigge Fürst - Gustaf Olsson, skådespelare
- Erik Rosén - Ingas far
- Agda Helin - Ingas mor
- Arne Lindblad - juveleraren

## Musik i filmen
- "Dragspelsvalsen", kompositör Sven Rüno, instrumental.
- "En kyss i september", kompositör och text Dardanell, sång Gaby Stenberg
- "En liten vän i viken", kompositör Stig Holm och Thore Ehrling, text Dardanell, sång Gaby Stenberg
- "Helan går", instrumental.
- "Ja, må han leva!", instrumental
- "Nu är det jul igen", instrumental
- "Det låter som ljuvlig musik (De orden låter som ljuvlig musik)", kompositör och text Dardanell, sång Ester Estery.